# Gottschalk liest?
Gottschalk liest? ist eine deutsche Fernsehshow, in der der Moderator Thomas Gottschalk sich mit Gästen in unterschiedlichen Regionen Bayerns traf, um über deren literarische Neuerscheinungen zu sprechen und Kulturthemen zu behandeln. Im Jahr 2019 liefen vier Ausgaben im BR Fernsehen und für 2020 war eine Fortsetzung geplant, jedoch wurde Anfang Dezember 2019 bekanntgegeben, dass Gottschalk auf eigenen Wunsch die Sendung beenden möchte.

## Gäste
1. Sendung 19. März 2019 Augsburg
- Vea Kaiser (Rückwärtswalzer, Kiepenheuer & Witsch Verlag)
- Sarah Kuttner (Kurt, S. Fischer Verlag)
- Daniel Biskup und Ferdinand von Schirach (Kaffee und Zigaretten, Luchterhand Verlag)

2. Sendung 18. Juni 2019 Bad Kissingen
- Johanna Adorján (Männer)
- Axel Milberg (Düsternbrook)
- Marlene Streeruwitz (Flammenwand)
- Friedemann Karig (Dschungel)

3. Sendung 15. Oktober 2019 Regensburg
- Ildikó von Kürthy (Es wird Zeit)
- Karen Köhler (Miroloi)
- Martin Suter (Allmen und der Koi)
- Volker Weidermann (Das Duell)

4. Sendung 10. Dezember 2019 Kolbermoor
- Gerhard Polt (Talkgast ohne eigenes Buch)
- Jackie Thomae (Brüder)
- Jan Weiler (Kühn hat Hunger)